# 三斑槳鰭麗魚
三斑槳鰭麗魚，為輻鰭魚綱鱸形目隆頭魚亞目慈鯛科的其中一種，分布於非洲馬拉威湖流域，棲息深度10-30公尺，體長可達19.6公分，棲息在開放水域，成群活動，生活習性不明，可作為觀賞魚。

## 擴展閱讀
維基物種上的相關：三斑槳鰭麗魚